# Jacob Mincer
Jacob Mincer est un économiste américano-polonais né le 15 juillet 1922 et décédé le 20 août 2006 à New York. Il est considéré comme un des pères fondateurs de l'économie du travail. Il a été professeur à l'université Columbia. Il est notamment connu pour avoir développé l'équation de Mincer, qui met en relation l'expérience d'un individu sur le marché du travail, son niveau d'éducation et son revenu d'activité.

## Publications
- Jacob Mincer (1958). « Investment in human capital and personal income distribution » Journal of Political Economy 66 (4), (August) 281-302.
- Jacob Mincer (1974). Schooling, Experience and Earnings. New York: National Bureau of Economic Research.